# المعزوب (رصد)

تعديل مصدري - تعديل

المعزوب هي إحدى قرى عزلة القارة بمديرية رصد التابعة لمحافظة أبين، بلغ تعداد سكانها 121 نسمة حسب تعداد اليمن لعام 2004.